# Heterolocha symmetrica
Heterolocha symmetrica là một loài bướm đêm trong họ Geometridae.